# Sociedad Deportiva Reocín (femenino)
La sección de fútbol femenino de la Sociedad Deportiva Reocín fue creada en 2001. Entre 2005 y 2011 actuó como equipo femenino del Real Racing Club de Santander bajo el nombre Reocín Racing, utilizando su equipación y distintivos, debido a un acuerdo de colaboración. En 2016 dejó de competir.

## Historia
La sección femenina de la S. D. Reocín nació en la temporada 2001-02 de la mano de José Ramón Martínez Quijano, su fundador, siendo el único equipo de fútbol femenino en Cantabria y el pionero del fútbol mixto en el año 1995 a nivel nacional. Durante la década del 2000 el equipó jugó en Primera Nacional, segunda categoría del fútbol femenino español.
El 22 de mayo de 2005 el entonces presidente de la S. D. Reocín, José Antonio Terán González, y su homónimo del Racing de Santander, Manuel Huerta, firmaron un acuerdo de colaboración por una temporada por el cual el equipo femenino del Reocín pasaba a utilizar los distintivos y la equipación del Racing, así como a adoptar el nombre Reocín Racing a efectos publicitarios y mediáticos (federativamente siguió compitiendo como S. D. Reocín). El 19 de agosto de 2006 se firmó un nuevo contrato, esta vez por cinco temporadas. A la finalización de este en junio de 2011 no fue renovado.
Debutó en la máxima categoría la temporada 2010/11 tras imponerse en la fase de ascenso al Extremadura F. C. F. y al Oiartzun K. E. La temporada 2010/11 logra la permanencia en Primera División, clasificándose además para disputar la Copa de la Reina, donde cae en octavos de final frente al F. C. Barcelona (4-1 en la ciudad condal y 0-3 en Puente San Miguel).
De forma polémica, el equipo pasó a depender de la escuela deportiva municipal Reocín, amparándose en el convenio de fililidad que existía entre las dos entidades. El conflicto derivó en un juicio en Majadahonda (Madrid) por haberse permitido tal absorción sin existir contrato de cesión por medio. En el mes de agosto de 2012 el juzgado de Majadahonda resolvió que la Real Federación Española de Fútbol y la Federación Cántabra de Fútbol dieran marcha atrás a la absorción y el equipo femenino volviera a pertenecer al club S. D. Reocín.
En septiembre de 2012 se hace cargo del equipo el exfutbolista Pedro Munitis.
En la temporada 2014-15 desciende a Regional Preferente Femenina de Cantabria y en 2016 dejó de competir.

### Trayectoria
- 2001-02: Primera Nacional (9.º, Grupo II)
- 2002-03: Primera Nacional (5.º, Grupo II)
- 2003-04: Primera Nacional (10.º,Grupo II)[5]
- 2004-05: Primera Nacional (4.º, Grupo II)[5]
- 2005-06: Primera Nacional (3.º, Grupo II)[5]
- 2006-07: Primera Nacional (1.º, Grupo II)[5]
- 2007-08: Primera Nacional (2.º, Grupo II)[5]
- 2008-09: Primera Nacional (2.º, Grupo II)[5][6]
- 2009-10: Primera Nacional (1.º, Grupo II)[5][7][8]
- 2010-11: Superliga (6.º, Grupo A - Primera Fase; 3.º, Grupo B - Segunda Fase)[5][9][10]
- 2011-12: Superliga (18.º)[5][11][12]
- 2012-13: Segunda División (grupo 5)[13]